# Kloster Amaras

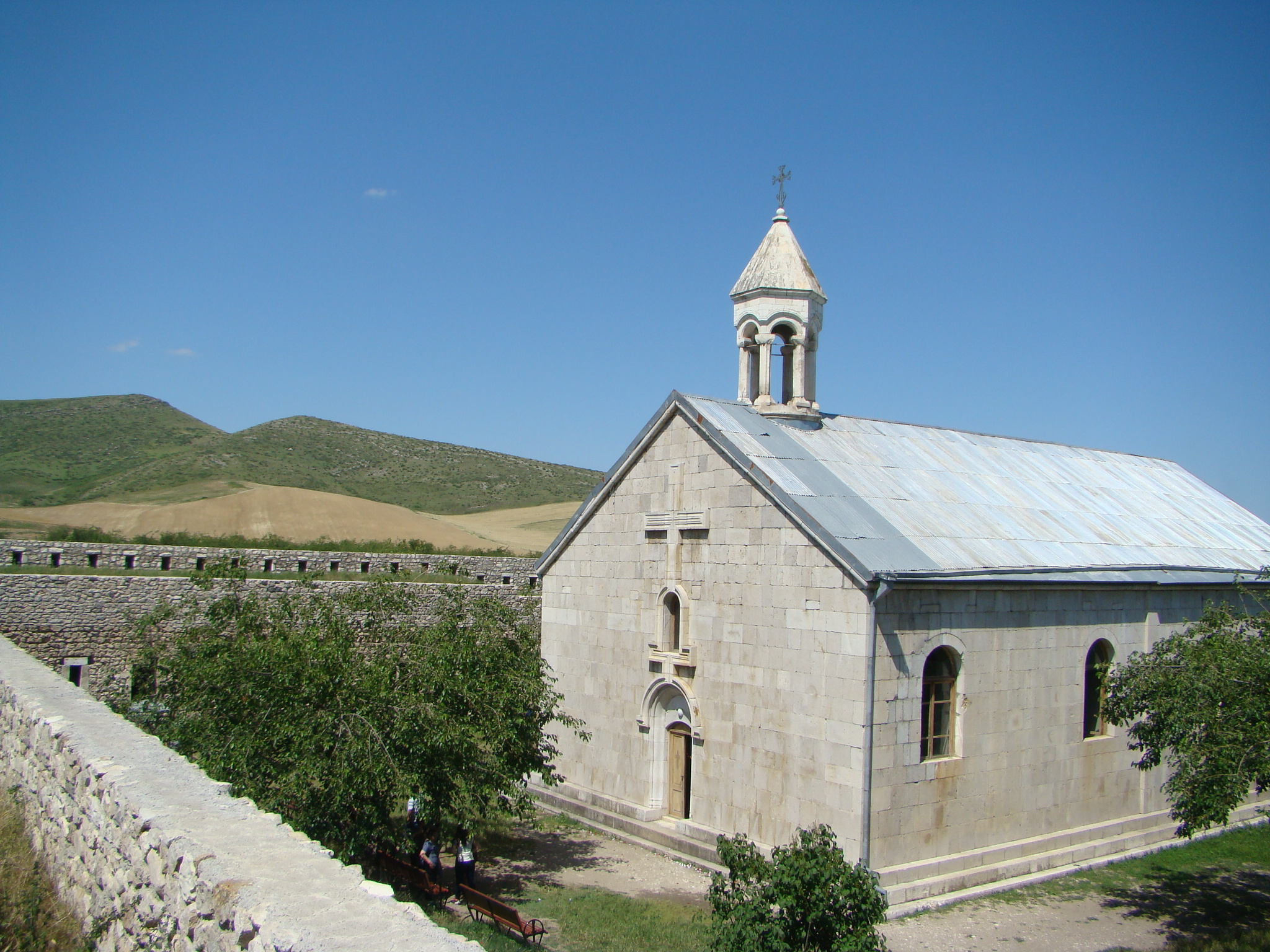
Kloster Amaras mit Festungsmauern aus dem 18. Jahrhundert

Amaras (armenisch Ամարասի վանք Amarassi wank) ist ein Kloster der Armenisch-Apostolischen Kirche im gleichnamigen Dorf, das faktisch zur Provinz Martuni der Republik Bergkarabach gehörte und seit September 2023 von Aserbaidschan kontrolliert wird. 
Die erste Kirche soll nach der Überlieferung Anfang des 4. Jahrhunderts von Gregor dem Erleuchter gegründet worden sein, das heutige Kirchengebäude stammt aus dem Jahr 1858. Aufgrund von Stilvergleichen kann die Krypta in das 4. bis 6. Jahrhundert datiert werden. Es ist damit das älteste armenische Kloster in Bergkarabach und das einzige mit architektonischen Elementen, die aus der Spätantike erhalten sind.

## Geschichte
Die historische Überlieferung stützt sich auf das als Buzandaran Patmut’iwnk’ („Epische Geschichte“) bezeichnete Werk eines Faustus von Byzanz genannten, mutmaßlich spätantiken Geschichtsschreibers, dessen Lebensdaten unbekannt sind, und auf den armenischen Geschichtsschreiber des 5. Jahrhunderts, Moses von Choren, dessen Schriften wahrscheinlich im 9. Jahrhundert kompiliert wurden. Demnach soll die Kirche im 4. Jahrhundert vom legendären Gregor dem Erleuchter gegründet worden sein, der den armenischen König Trdat III. im Jahr 301 taufte und das armenische Königreich zum ersten christlichen Staat in der Geschichte machte. Hundert Jahre später wurde das Kloster von persischen Eroberern zerstört, die den heidnischen Glauben zurück nach Armenien bringen wollten. Im 5. Jahrhundert wurde Amaras vom König Watschagan II. dem Frommen von Albania restauriert. Der Erfinder des armenischen Alphabetes, Mesrop Maschtoz, soll hier eine Schule gründet haben, in der die neu erfundene Schrift zum ersten Mal zu Unterrichtszwecken erprobt wurde.
Die Krypta ist mit derjenigen in der Grabkirche von Oschakan (5. Jahrhundert) und der Kirche des Propheten Elias in Madaba (595/596) vergleichbar. Annegret Plontke-Lüning schlägt daher eine vorsichtige Datierung der Krypta des Grigoris, dem Enkel Gregors, in das 4. bis 6. Jahrhundert vor.

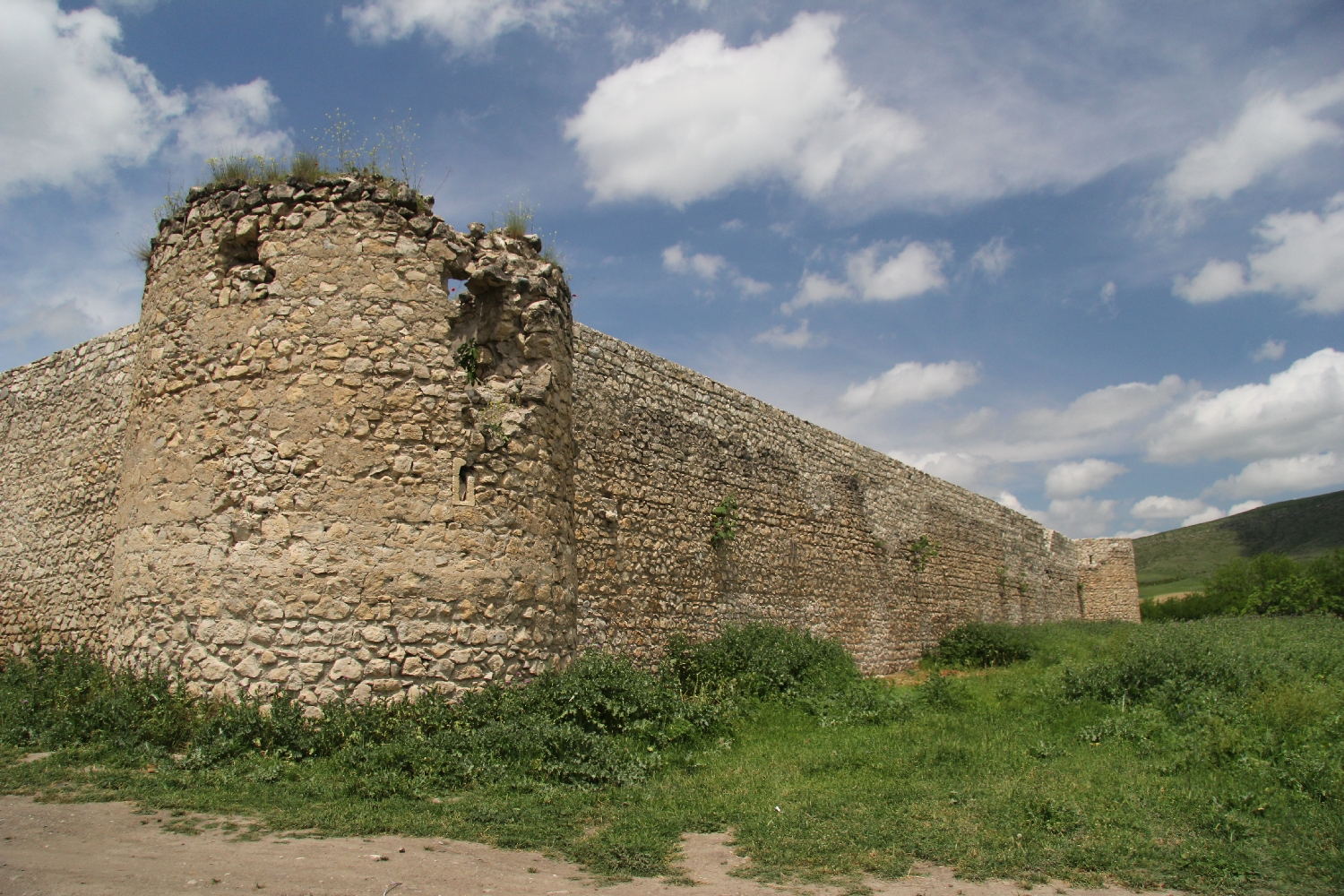
Außenansicht der Befestigung mit Basteien

Als die Araber im Jahre 640 Armenien überfielen, wurde Amaras erneut geplündert. Im 9. Jahrhundert wurde es unter dem Patronat von Yesai, Fürst von Disak, wiedererbaut. Im 18. Jahrhundert restaurierte der Melik Schahnasar, Fürst von Waranda, die Bauten von Amaras und zog eine massive Festungsmauer um das Kloster. Ein neuzeitlicher armenischer Text in der Krypta lautet: 

„Grab von St. Grigoris, Katholikos von Aghwank, Enkel von St. Gregor. Geboren im Jahre 322,

geweiht im Jahre 340, gemartert im Jahre 348 in Derbend durch König Sanesan von Maskuz.

Seine heiligen Überreste wurden von seinen Schülern, Diakonen von Arzach, nach Amaras gebracht.“

 Das Kloster Amaras war zudem der früheste Sitz des Katholikats von Albanien.
Zuletzt erlitt das Kloster Beschädigungen, als es 1992 im Zuge der Kämpfe um Bergkarabach kurz in die Hände aserbaidschanischer Truppen fiel. Amaras liegt südwestlich des Ortes Martuni in der Nähe des Dorfes Maçkalaşen (Rayon Xocavənd, Aserbaidschan, bzw. Martuni, Bergkarabach). Nach dem Bergkarabachkrieg 2020 befand es sich seit dem 10. November 2020 sehr nahe an der Waffenstillstandslinie, wurde aber weiter von der Republik Arzach und russischen Friedenstruppen kontrolliert. Armenische Pilger konnten unter Schutz der Friedenstruppen das Kloster besuchen. Im September 2023 geriet das Kloster im Zuge einer Offensive Aserbaidschans gegen Arzach zusammen mit dem gesamten bis dahin armenisch verwalteten Gebiet Bergkarabachs unter die Kontrolle Bakus. Die russischen Friedenstruppen verhielten sich dabei neutral.
Aserbaidschan leugnet das Armenisch Apostolische Erbe des Klosters und bezeichnet es stattdessen als "Kaukasisches Albanisch" (siehe Albania in der aserbaidschanischen Geschichtsschreibung).